# Ernstroda
Ernstroda is een plaats en voormalige gemeente in de Duitse deelstaat Thüringen, en maakt deel uit van de gemeente Friedrichroda in het district Gotha.